# Antic molí (Sant Miquel de Campmajor)
L'Antic molí és una obra de Sant Miquel de Campmajor (Pla de l'Estany) inclosa a l'Inventari del Patrimoni Arquitectònic de Catalunya.

## Descripció
Edifici de planta rectangular amb algun cos annexa. Presenta les parets portants de pedra irregular per anar rebatut i carreus a cantonades i obertures. És situat al costat del riu Tort, en una corba de la carretera. Fa pocs anys ha estat restaurada, i conserva l'estructura del canal que conduïa l'aigua del molí, que travessava l'edifici per sota, amb volta i un arc rebaixat de carreus. La façana de la carretera conserva una porta dovellada.